# Ханс XI фон дер Шуленбург
Ханс XI фон дер Шуленбург (на немски: Hans XI. von der Schulenburg; * 1572; † 1611) е благородник от род фон дер Шуленбург в Алтмарк в Саксония-Анхалт.
Той е вторият син na Вернер XVII фон дер Шуленбург (* 1541; † 11 януари 1581) и съпругата му Барта София фон Бартенслебен (1550 – 1606), дъщеря на Ханс фон Бартенслебен и Агнесе (Илза) фон Раутенберг. Братята му са Левин IV фон дер Шуленбург (1571 – 1614) и Йоахим Фридрих фон дер Шуленбург (1581 – 1633).

## Фамилия
Ханс XI фон дер Шуленбург се жени за графиня Абел фон дер Шуленбург († сл. 1606/1618), дъщеря на граф Ведиге I фон дер Шуленбург († 1584) и Маргарета фон Бодендорф (1543 – 1605). Бракът е бездетен.